# Sala della Giustizia
La Sala della Giustizia (Hall of Justice) è il quartier generale immaginario dei Superamici, nell'omonima serie animata. Successivamente fu inglobata nell'Universo DC come nuovo quartier generale della Justice League of America.

## I Superamici
La Sala comparve nel primo episodio della serie I Superamici, che ebbe inizio l'8 settembre 1973. Fu originariamente disegnata da Al Gmuer, supervisore di scena per Hanna & Barbera per più di 30 anni. Il disegno dell'edificio si basa sul disegno dell'Union Terminal building in Cincinnati, Ohio, una volta una stazione ferroviaria ed ora museo.
La Sala, situata a Metropolis, serve come punto d'incontro per i Superamici. La Sala contiene il Trubalert, una stazione di monitoraggio computerizzata che avverte gli eroi delle eventuali minacce. La Sala ospita anche un gigantesco computer che i Superamici utilizzano per analizzare gli indizi. Dalla metà degli anni ottanta, la Sala della Giustizia subì dei restauri, così come i Superamici cambiarono il nome del gruppo in "Super Powers Team".
Nell'episodio Universe of Evil, i malvagi Supernemici da un Universo parallelo si incontrarono nella "Sala del Male". L'edificio è identico a quello dei Superamici, con l'aggiunta di una testa a forma di gargoyle di fronte all'entrata.

## Lois & Clark: Le Nuove Avventure di Superman
In Lois & Clark - Le nuove avventure di Superman, il termine "Sala della Giustizia" viee regolarmente utilizzato per riferirsi al quartier generale del Dipartimento di Polizia. L'edificio comparve, come fulcro di un complotto criminale, nell'episodio della quarta stagione Lethal Weapon. Mentre il criminale Mr. Gadget tenta di elevare l'edificio utilizzando un'arma sonora, il nome "Sala della Giustizia" compare chiaramente sulla facciata. Somiglia vagamente alla Sala della Giustizia dei Superamici, ma era piuttosto un edificio con le sembianze greco-romane degli edifici pubblici statunitensi prima della seconda guerra mondiale.

## Le avventure di Superman
Nella seconda parte dell'episodio Apokolips...Now di Le avventure di Superman, si vede Superman combattere i Parademoni di fronte ad un edificio che somiglia alla Sala della Giustizia.

## Teen Titans(serie animata)
Nella serie animata televisiva Teen Titans, un edificio somigliante alla Sala della Giustizia viene mostrata nella sequenza d'apertura dello spettacolo, nella città, dietro la Titans Tower.

## Justice League Unlimited
Nell'episodio Ultimatum della serie animata Justice League Unlimited, gli Ultimen possiedono un quartier generale in un alto grattacielo. La sommità dell'edificio ricorda la Sala della Giustizia dei Superamici della serie televisiva. In seguito, con il proseguire degli episodi, la Justice League apre un'ambasciata sulla Terra chiamata Metropower che somiglia alla Sala della Giustizia.

## The Batman
Nel cartone animato The Batman, il quartier generale della Justice League somiglia alla Sala della Giustizia. Tuttavia, non è un edificio sulla Terra, bensì un satellite orbitante sopra la Terra. Questo quartier generale sebbene simile nell'aspetto alla Sala della Giustizia, viene identificato come la "Torre di Guardia".

## Nei fumetti
Dopo gli eventi di Crisi infinita e One Year Later, la Sala della Giustizia fu introdotta nella continuity della DC Comics in Justice League of America n. 7. Dopo che la precedente Torre di Guardia fu distrutta e la League fu sciolta, un anno dopo, la JLA si riformò e con essa un nuovo satellite Torre di Guardia fu costruito nello spazio, insieme ad una nuova versione della Sala della Giustizia sulla Terra. La nuova Sala si trova in Washington, sulla cima della località dell'ex base della Justice Society of America e dell'All-Star Squadron.
La Sala fu disegnata e costruita da John Stewart e Wonder Woman e finanziata da Bruce Wayne. Diversamente dalla Sala dei Superamici, non è progettata per essere un quartier generale per supereroi, ma piuttosto una sorta di museo così da permettere alla gente che lo visita di vedere cosa fano gli eroi della Terra. Ci sono molte mostre, incluse stanze da trofeo in cui sono esposte le armi usate dai criminali e dagli eroi. Contiene un'aula magna in cui hanno luogo gli incontri e le riunioni della Justice League, con Black Canary come presidente. La Sala funziona anche da stazione di trasferimento per gli eroi, via porte "scivolo", per il satellite Torre di Guardia, che è considerato un luogo più sicuro per le riunioni della League.
In Kingdom Come, il quartier generale delle Nazioni Unite ricorda fortemente la Sala della Giustizia come raffigurata in I Superamici, così come la prigione per metaumani somiglia al quartier generale del cartone animato della Legione del destino.

## Giocattoli
La Sala della Giustizia venne fabbricata come giocattolo associato alla linea Kenner della Jack Kirby's Super Power Collection. Il gioco comprendeva tre parti, nessuna somigliante con gli interni della Sala come vista nei cartoni animati. L'esterno era giallo e mancava la profondità del palazzo come visto nella serie. La sezione centrale era blu con un ascensore rosso che portava al tetto. C'erano varie camere di teletrasporto disegnate prevalentemente per permettere al giocattolo di fare da bagaglio da portare.C'era anche una cella da prigione per il contenimento di uno o due supercriminali. Insieme ai vari articoli d'arredamento vi erano anche orologi che fornivano l'ora di Metropolis, Gotham City, Midway City, Central City, Atlantide e New York; ed era la più grande base d'operazione per i suoi componenti.